# Rentner-Partei
Die Rentner-Partei (Kurzbezeichnung: Rentner) war eine Kleinpartei, die im Oktober 1996 in Kassel gegründet wurde, im Jahr 2000 an den Landtagswahlen in Nordrhein-Westfalen teilnahm und im Jahr 2002 in der Partei für RentenGerechtigkeit und Familie aufging. Die Mitglieder waren vor allem in führenden Positionen der Wirtschaft oder als Unternehmer tätig.

## Geschichte
Nach der Gründung entstanden innerhalb von zwei Jahren acht Landesverbände. Es kam anschließend unter anderem durch den Mangel an aktiven Personen auch zum Abbau einiger Landesverbände. 
Im Januar 2000 wurde der Landesverband Nordrhein-Westfalen gegründet, der an der Landtagswahl in Nordrhein-Westfalen im selben Jahr teilnahm und dort am 14. Mai 2000 mit 10.708 Stimmen 0,1 % aller Stimmen erzielte.
Anfangs bestand die Rentner-Partei am 31. Dezember 1996 aus 24 Mitgliedern, davon 17 beitragspflichtigen. Zu dem Zeitpunkt hatte sie noch keine Landesverbände oder anderweitige Untergliederungen. Im Jahr 1996 hatte sie insgesamt 712,– DM Einnahmen, davon 201,– DM Mitgliedsbeiträge und 511,– DM Spenden von natürlichen Personen. Ansonsten war kein Vermögen der Partei vorhanden. Der Vorsitzende war im Juni 1997 Rudolf Welsch, der Bundesschatzmeister Hans Bielenberg.

## NachfolgeparteiPartei für RentenGerechtigkeit und Familie
Im März 2001 wurde die Nachfolgepartei Partei für RentenGerechtigkeit und Familie (Kurzbezeichnung: PRG) in Offenburg gegründet und im November 2001 die Vereinigung der beiden Parteien beschlossen, welche dann im April 2002 durchgeführt wurde. Die Nachfolgepartei nahm an der Bundestagswahl 2002 teil und erhielt 0,016 % der Stimmen.